# SN 1999gq
SN 1999gq – supernowa typu II-P odkryta 23 grudnia 1999 roku w galaktyce NGC 4523. W momencie odkrycia miała maksymalną jasność 14,50m.